# 文薫淑
文 薫淑（ムン・フンスク、朝: 문훈숙、1963年1月25日 - ）は、アメリカ合衆国出身の大韓民国のバレリーナ。ユニバーサル・バレエ団総監督で、同バレエ団の創設者である文鮮明の義理の娘。世界平和統一家庭連合（旧統一教会）の関連団体「世界平和女性連合」の会長。同関連団体「孝情韓国文化財団」の理事長。統一教会の施設「孝情文和苑」の苑長。

## 来歴・人物

### 生い立ち
1963年にアメリカ合衆国バージニア州に生まれた。父親の朴普煕は世界基督教統一神霊協会（現・世界平和統一家庭連合）の伝道部長を務め、1961年2月に韓国政府から駐米韓国大使館の陸軍武官補佐官に任命され、米国に移住していた。
薫淑は10歳の時に韓国を訪れ、文鮮明が創設したリトルエンジェルス芸術団でダンスの指導を受けた。
「最初は体操に興味がありました。その後、ダンスをしたいと思ったのですが、ダンスがどれほど大変な仕事かを知り、転向したいと思いました。でも両親は、バレエを続けることをとても勧めてくれました」と彼女は言う。ソウルのスンファ・アーツ・スクールでバレエを学び、ロンドンのロイヤル・バレエ・スクールやモナコ王女グレース・ダンス・クラシック・アカデミーで指導を受けた。オハイオ・バレエ団、ワシントン・バレエ団でダンサーとして活躍し、後者には1982年に入団した。

### 文鮮明の次男と霊魂結婚
1983年12月22日、文鮮明の次男の文興進の運転する車がニューヨーク州の凍結した高速道路で連結式トレーラートラックと衝突した。文興進は1984年1月2日に死亡した。薫淑はワシントンにあるバレエ団に所属し、海外公演中だったが、文興進と霊的に結婚するためにアメリカに呼び戻された。
1984年2月20日、ニューヨークの統一教会ベルベディア修練院で、文興進と薫淑の「霊魂結婚式」が開かれた。それとともに文鮮明は薫淑を養女にした。
薫淑はイブニング・スタンダード紙に、亡くなった新郎との結婚について、「韓国の伝統では、このような結婚の例は他にもあると聞いています。私たちの教会では、このようなケースは私のケースだけです。でも、このような個人的な事情がなかったとしても、会社はスタートしたはずです」とコメントした。また、「私には8歳の養子がいます。夫の弟の家族が、彼らの子供を私に提供したいと言ってきたのです」と2000年にイブニング・スタンダード紙に語っている。

### ユニバーサル・バレエ団
1984年5月12日、文鮮明と韓鶴子は、文興進を記念するために「ユニバーサル・バレエ団」を設立した。1986年、統一教会はさらにユニバーサル・バレエ財団を設立した。ワシントンD.C.にあるユニバーサル・バレエ財団は、韓国のユニバーサル・バレエ・カンパニーのキャスティング・オフィスとして運営されている。このダンス・カンパニーは当初、朴普煕とバレリーナのエイドリアン・デラスによって設立された。デラスは以前、ジュリア・ムーンのダンス・インストラクターを務めていた。ジュリア・ムーンの父親は、2000年時点でユニバーサル・バレエ団の社長を務めており、韓国文化財団の会長も務めていた。設立当初、ジュリア・ムーンはユニバーサル・バレエの第一バレリーナだった。1986年、ジュリア・ムーンは、ソウルで開催されたアジア競技大会・文化芸術祭で、韓国の民話「シム・チョン(沈清)」を題材にした公演にバレリーナのリードダンサーとして出演した。「シム・チョン」はその後、韓国で人気の公演作品となった。
1989年12月、ジュリア・ムーンはレニングラードでキーロフ・バレエ団の『ジゼル』に出演し、デビューを飾った。この公演を宣伝するために、文鮮明はニューヨーク・タイムズ紙に全面広告を出した。その広告には文鮮明の写真が掲載された。その広告には、ソ連の記者による文鮮明へのインタビューの文章も掲載され、文鮮明はこのバレエが「私とソ連との個人的な接触の発展における重要な瞬間」であったと語った。文鮮明は薫淑のために東北にキーロフ・バレエ・アカデミーを創設し、ロシアのキーロフ・バレエ団のオレグ・ヴィノグラドフを芸術監督として迎え入れた。
1990年、ワシントン・バレエ団の創設者であるメアリー・デイは、ニューヨーク・タイムズ紙に薫淑について「彼女が韓国に戻ってバレエ団を立ち上げたとき、私たちは彼女を失ったことを残念に思いました」とコメントした。1990年の時点で、ユニバーサル・バレエ団はまだアメリカで公演したことはなかったが、多額の費用をかけてアメリカからゲスト出演者を雇っていた。
1993年のタルサ・ワールド誌のインタビューで、ジュリア・ムーンはバレエという芸術についてこう語っている。彼女は韓国人ダンサーと他のスタイルのダンサーについて、「韓国のダンサーは、そこで生まれ育ったダンサーは、日本や中国、アメリカのダンサーよりも、動きがとてもリリカルだと言えると思います。「それはおそらく、韓国の民族舞踊に関連したもので、非常に柔らかいラインを使い、とても叙情的なのです」。1995年、ジュリア・ムーンはユニバーサル・バレエ団の総監督に就任した。
ユニバーサル・バレエ団の最初のアメリカ公演は1998年だった。ジュリア・ムーンによれば、ユニバーサル・バレエ団は文鮮明とは別の組織であり、統一教会の信者であるのは自分ともう一人のメンバーだけだという。文の首席補佐官の一人である彼女の父、 朴普煕を筆頭とする事務スタッフの約半数は統一教会に属している。彼女は、「古典的なバレエが最も美しく、それゆえに私たちのバックグラウンドはそこにある」という考えから、バレエ団はモダン・バレエのスタイルは上演していないと語った。彼女は、カンパニーがよりコンテンポラリーな作品の方向に進むことを望んでいるとコメントした。その準備はできていると思う。クラシックの伝統と並行しながら、その分野でも芸術的に拡大していく必要があるのです」。
2000年、ジュリア・ムーンは『デイリー・テレグラフ』紙のインタビューに応じ、ユニバーサル・バレエの総監督になることについてこう語っている。「私はダンサーとしても演出家としても、ある種の資質を欠いています。でも、このバレエ団は私のために作られたものだから、私が挫折したり、揺らいだりしたら、バレエ団も挫折してしまうような気がするの」。彼女は2000年、イブニング・スタンダード紙にバレエ界における同性愛についてこうコメントしている。その問題に対処する必要がなかったのです」。
2001年、ユニバーサル・バレエ団はシム・チョンをカリフォルニアで上演した。ジュリア・ムーンは、『シム・チョン』を公演作品として選んだことについて、プレス・エンタープライズに次のようにコメントしている。私たちはこの作品をとても誇りに思っていますし、とても美しいバレエだと思います。しかし、それ以上に、クラシック・バレエと韓国の文学や舞踊の伝統が融合することで、新しい舞踊の形が生まれるということを、最も説得力のある形で証明していると思います。彼女は2001年にプレス・テレグラム紙に、この時点でユニバーサル・バレエ団はその起源よりも芸術的価値で評価されるようになったと語っている。マスコミは教会とのつながりにはあまり興味を示しません。教会はバレエ団に何の役割もありません。私は教会のメンバーであり、もう一人のダンサーもそうです」。2002年、ジュリア・ムーンはユニバーサル・バレエ団のスターとしての地位を退いた。
2004年、ユニバーサル・バレエ団は韓国の世宗文化会館で『ラ・バヤデール』を上演した。「このバレエはスペクタクルで知られています。このバレエはスペクタクルで有名で、視覚的にも壮大で、レパートリーの中でもエキゾチックなバレエのひとつです」とジュリア・ムーンは説明する。2004年までに、彼女はユニバーサル・バレエ団の芸術監督に就任した。2004年、朴普煕氏はユニバーサル・バレエ団の理事長に就任した。
2011年、彼女はキョンアム賞を受賞した。